# Kurzschwanz-Hüpfmaus
Die Kurzschwanz-Hüpfmaus (Notomys amplus) ist ein ausgestorbenes Nagetier aus der Gattung der Australischen Hüpfmäuse (Notomys). Die Aborigines nannten sie yoontoo. Sie ist nur durch zwei weibliche Exemplare bekannt, die im Juni 1896 in Charlotte Waters in der Nähe von Alice Springs (im Südosten des Nordterritoriums in Australien) von Aborigines gefangen wurden. Ihr Lebensraum waren die Gibber Plains (ausgedehnte Kies- und Geröllebenen) mit Wüstengräsern, niedrigen Sträuchern und Sanderhöhungen.
Der Rücken war braun, die Unterseite weiß. Der Schwanz war oberhalb hellbraun und an der Unterseite weiß mit weißlichem Flaum (einmalig bei den Notomys-Arten). Sie hatte lange Ohren. Die Kopf-Rumpf-Länge betrug 145 mm, die Schwanzlänge 155 bis 160 mm, die Hinterfußlänge 40 bis 43 mm und die Ohrenlänge 35 mm. Sie erreichte ein Gewicht zwischen 80 und 100 g. Damit war sie die größte Art der Australischen Hüpfmäuse.